# 比克曼
比克曼（英語：Beekman）是位于美国纽约州达奇斯县的一个镇，地处达奇斯县南部。2010年美国人口普查时，该镇有14621人。比克曼镇建于1788年，其名称源于早期的土地拥有者亨利·比克曼（Henry Beekman）。